# Ford Transit Connect
Ford Transit Connect — лёгкий коммерческий автомобиль компании Ford Europe. Производство осуществляет Ford Otosan. Фургон спроектирован Питером Хорбери и впервые представлен в 2002 году для замены серии фургонов Courier на базе Fiesta, выпуск которых прекратился в том же году.
В 2012 году был представлен Transit Connect второго поколения. Модель для досуга Ford Tourneo Connect — это тот же Transit Connect, но с боковыми окнами и задними сиденьями. В США все Transit Connect импортируются как пассажирские автомобили, чтобы обойти 25%-ый «Куриный налог» на ввозимые лёгкие грузовики.
Transit Connect использует переднеприводную платформу Ford C170 международного Ford Focus — такая же платформа сейчас используется в североамериканском Ford Focus. Помимо названия, Transit Connect имеет с моделью Ford Transit несколько общих компонентов. Connect производит компания Automobile Craiova в Румынии и Otosan на новом турецком заводе в Гёльджюк провинции Коджаэли.
Ford Transit Connect получил от журнала «англ. Professional Van and Light Truck» титул «Фургон года 2004». В первый год на американском рынке на "Североамериканском международном автосалоне (NAIAS) Коннекту присуждён титул «Североамериканский грузовик года 2010».

## Transit Connect X-Press
Ford Transit Connect X-press — намного более быстрая модификация Коннекта. Она создана командой инженеров Ford с использованием двигателя эффективной мощностью 212 л. с. модели Ford Focus RS как показано в шоу «Пятая передача».

## Глобальная модель после рестайлинга
Начиная с середины 2009 года, Transit Connect импортируется в США и Канаду. Впервые он был показан в США на Чикагском автосалоне в 2008 году, а модель 2010 была представлена там же 11 февраля 2009 года. Представление Североамериканского варианта было связано с промежуточным обновлением дизайна, которое включало рестайлинг передней решетки, опускание переднего бампера и новую панель приборов, которую оборудовали переключателями и указателями от C307 Focus.
Первоначально в США была запущена в продажу только модификация фургона с длинной базой, 4-цилиндровым бензиновым двигателем объёмом 2.0 л. и 4-ступенчатой автоматической коробкой передач, а в остальных странах была доступна только модификация с дизельным двигателем объёмом 1,8 л. и 5-ступенчатой ручной коробкой передач. Электрическая модификация должна была выйти только год спустя, переработанная компанией Azure Dynamics на заводах в США.
Чтобы повысить интерес и информированность в Северной Америке, в мае 2009 года Коннекты, специально оснащённые как «мобильные выставочные залы», были предоставлены промышленным паркам и другим подобным местам в 13 американских городских зонах. Целью было предложить 3000 пробных поездок владельцам малого бизнеса.
Чтобы обойти 25 % пошлину (известную как «Куриный налог» 1964 года) на импортные англ. Light truck, Форд ввозит все Коннекты с задними окнами, задними сиденьями и задними ремнями безопасности как пассажирский транспорт. Автомобили экспортируются из Турции на грузовых судах, принадлежащих фирме Wallenius Wilhelmsen Logistics, прибывают в Балтимор и переделываются в коммерческие транспорт на заводах WWL Vehicle Services Americas Inc: задние окна заменяются металлическими панелями, а задние сиденья полностью снимаются (за исключением грузопассажирских модификаций). Снятые детали идут в дальнейший оборот. Весь этот процесс возможен благодаря лазейке в определении коммерческого транспорта на таможне. Так как грузу ни к чему задние окна или сиденья с ремнями безопасности, то их наличие освобождает автомобиль из категории коммерческого транспорта. Переделка стоит Форду сотню долларов на фургон, но при этом экономит тысячи. Отчасти из-за этого, в Северную Америку экспортируются только конфигурации с высокой крышей и длинной колёсной базой.

## Электромобили
В 2009 году на Чикагском автосалоне Ford утвердил совместную с Smith Electric Vehicles разработку модификации Transit Connect с питанием от электрической батареи. Затем на Женевском автосалоне 2009 Ford показал прототип электрической модификации пассажирского фургона Ford Tourneo Connect — близкого родственника Ford Transit Connect. Первоначально Ford объявил, что устанавливать электрическую трансмиссию и литий-ионные аккумуляторы в автомобили будет Smith Electric Vehicles, однако позже Ford сообщил что будет сотрудничать с компанией Azure Dynamics вместо этого, с Johnson Controls-Saft в качестве поставщика аккумуляторов. В мае 2010-го производитель AM General выбран в качестве сборщика автомобилей, начиная с конца того же года и достигая полной мощности выпуска в апреле 2011 года.

### Сопутствующий рынок
В 2008 году производитель электрических автомобилей Smith запустил электромобиль Smith Ampere на базе шасси Ford Transit Connect и заявил, что это будет общий бренд Ford и Smith.